# Gebandeerde reuzenteju
De gebandeerde reuzenteju (Tupinambis teguixin) is een hagedis uit de familie tejuhagedissen (Teiidae).

## Naam en indeling
De gebandeerde reuzenteju werd voor het eerst wetenschappelijk beschreven door Carl Linnaeus in 1758 als Lacerta Teguixin. Het geslacht Lacerta wordt tegenwoordig echter aan de familie echte hagedissen toegekend. De teju werd onder andere aan de geslachten Seps, Teius, Moniotor en Podinema toegekend door verschillende auteurs. In de literatuur worden hierdoor verschillende namen gebruikt voor de soort. Er zijn ook verschillende Nederlandstalige namen voor deze soort, zoals reuzentegu, salompenter, zwarte tegu en tupinambis. Dergelijke namen zijn Engelse verbasteringen of lokale benamingen. In Suriname wordt de hagedis sapakara genoemd.
Lange tijd waren er twee ondersoorten; Tupinambis teguixin sebastiani en Tupinambis teguixin teguixin. De eerstgenoemde wordt tegenwoordig echter als een ondersoort van Salvator merianae beschouwd.

## Uiterlijke kenmerken

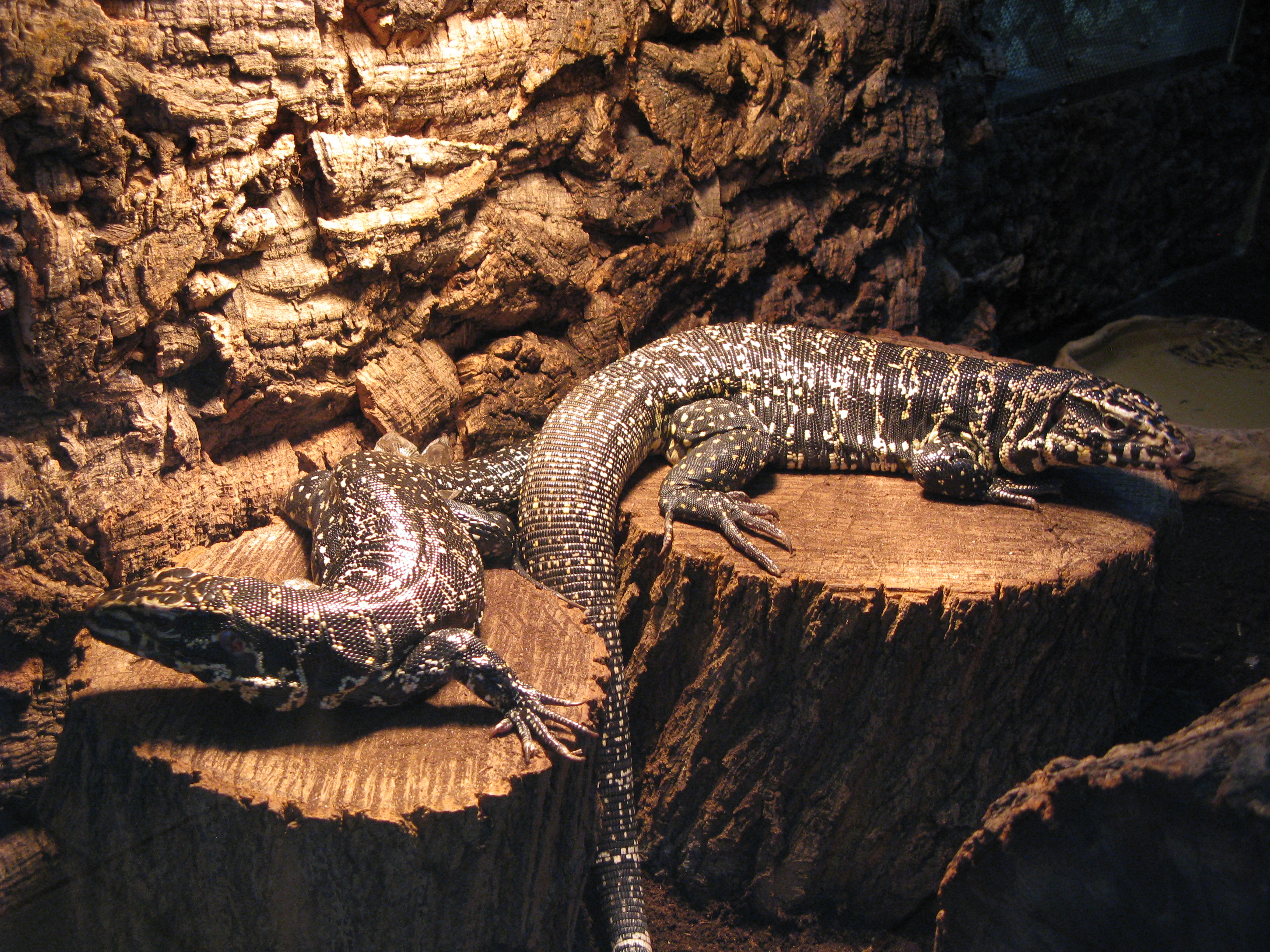
Twee exemplaren in gevangenschap.

De reuzenteju wordt inclusief staart ongeveer 120 tot 140 centimeter lang waarvan de staart ongeveer 85 cm bedraagt. Met name oudere dieren kunnen erg log en zwaar worden. De reuzenteju heeft een wat langere en spitsere kop in vergelijking met verwante soorten. De lichaamskleur is overwegend donker met een enigszins gebandeerd patroon van witte of gelige dorsale banden over het hele lichaam, op de staart zijn de banden meer geprononceerd. De gehele bovenzijde van het lichaam is bedekt met kleine witte of gele vlekjes die het donkere patroon wat verstoren. In de paartijd kleuren de dieren nauwelijks, het geslachtsonderscheid is meestal te maken doordat mannetjes forser zijn en een iets heldere tekening hebben. Juveniele dieren hebben vaak duidelijke dorsale banden, vooral op de staart, en ze hebben een meestal groene kop. Het grootste verschil met een varaan -waarmee het dier vaak wordt verward- is de afwezigheid van de duidelijke varanennek.

## Levenswijze
De gebandeerde reuzenteju is overdag actief bij zonnig weer, als het regent schuilt de teju in een hol. Het is een goede zwemmer. De hagedis is omnivoor en de jonge dieren eten voornamelijk insecten, de volwassen dieren eten kleine zoogdieren en grotere insecten, maar ook vogeleieren en vogels zoals kippen en eenden worden verschalkt. Deze worden soms uit fokkerijen geroofd, wat de hagedis niet geliefd maakt bij de boeren. Ook is bekend dat soms padden worden gegeten. Naast dieren worden ook wel plantendelen gegeten, zoals vruchten en bladeren.
De hagedissen worden vooral gegeten door roofvogels en zoogdieren. Net als alle reuzenteju's zal de hagedis bij gevaar proberen te vluchten, het is een goede zwemmer. De jongere dieren kunnen op hun achterpoten wegrennen maar oudere dieren zijn hier te zwaar voor. Als de hagedis in het nauw wordt gedreven is het erg agressief tegen verstoorders en bijt snel. Ook kan met de krachtige en grote staart naar een belager worden geslagen.

## Voortplanting
De vrouwtjes gebruiken de nesten van termieten die in bomen leven om hun eieren in af te zetten. Deze nesten hebben een zeer harde buitenlaag die door de krachtige klauwen wordt opengebroken. Na de afzet van de zes tot acht eitjes herstellen de termieten de schade zodat de eieren worden ingemetseld. Als de jongen 3 maanden later uitkomen moeten ze zich eerst een weg naar buiten breken. De reuzenteju kan meer dan 10 jaar oud worden.

## Verspreiding en habitat

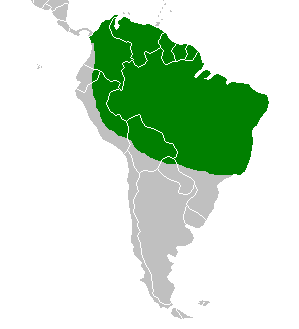
Verspreidingsgebied in het groen.

De gebandeerde reuzenteju komt voor in grote delen van noordelijk Zuid-Amerika en leeft in de landen Argentinië, Bolivia, Brazilië, Colombia, Ecuador, Frans-Guyana, Guyana, Peru, Suriname, Trinidad en Tobago en Venezuela.
De habitat bestaat uit de strooisellaag in droge bossen zoals kreupelhout. Ook in door de mens aangepaste omgevingen kan de hagedis zich handhaven zoals agrarische gebieden.